# Kosciusko County
Kosciusko County ist ein County im Bundesstaat Indiana der Vereinigten Staaten. Der Verwaltungssitz (County Seat) ist Warsaw.

## Geographie
Das County liegt im Norden von Indiana, ist etwa 50 km von Michigan entfernt und hat eine Fläche von 1436 Quadratkilometern, wovon 44 Quadratkilometer Wasserfläche sind. Es grenzt im Uhrzeigersinn an folgende Countys: Elkhart County, Noble County, Whitley County, Wabash County, Fulton County und Marshall County.

## Geschichte

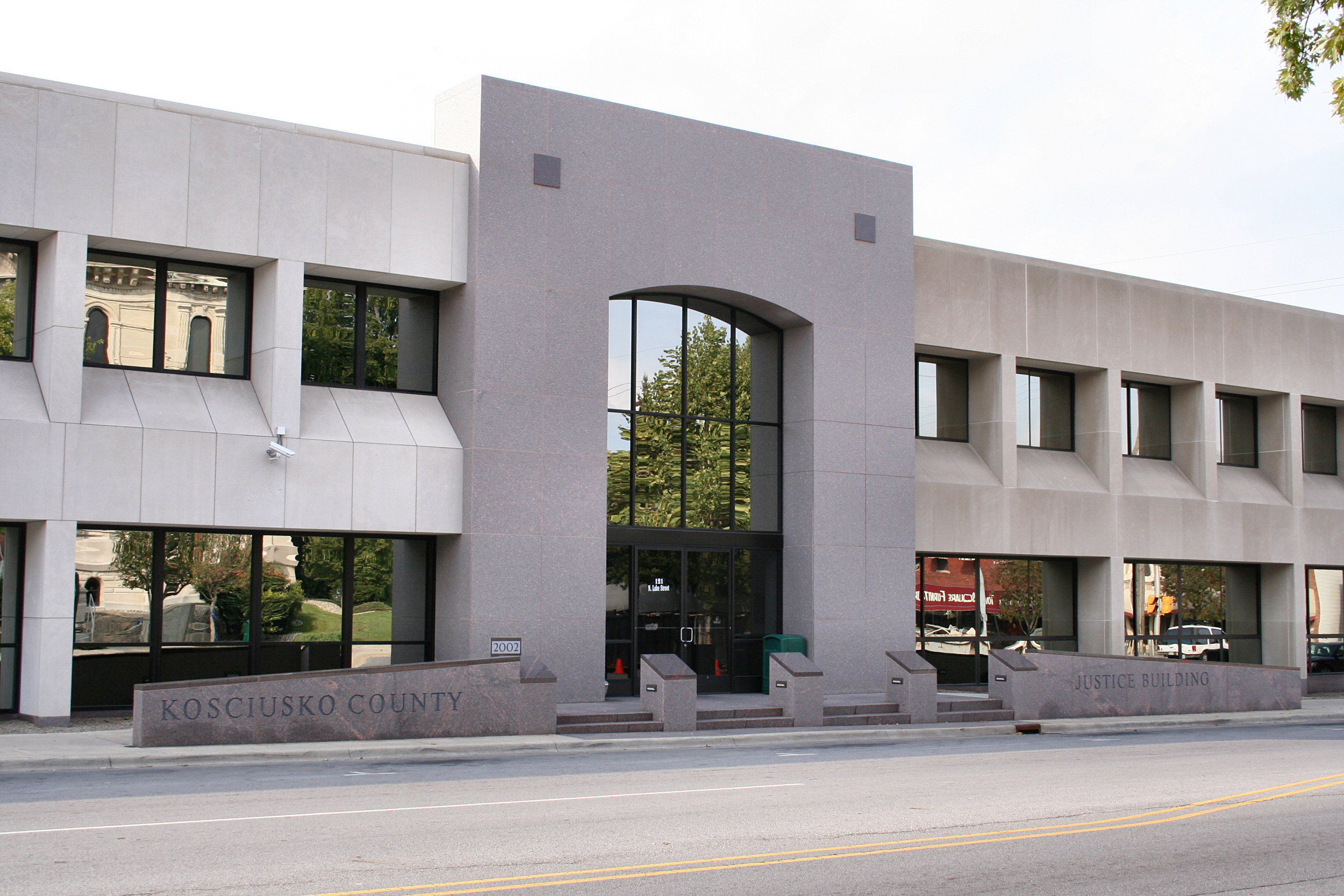
Kosciusko County Justice Building in Warsaw

Kosciusko County wurde am 7. Februar 1835 aus Teilen des Cass County und des Elkhart County gebildet. Benannt wurde es nach dem polnischen General Tadeusz Kościuszko, einem Helden im Amerikanischen Unabhängigkeitskrieg.
16 Bauwerke und Stätten des Countys sind im National Register of Historic Places eingetragen (Stand 2. September 2017).

## Demografische Daten

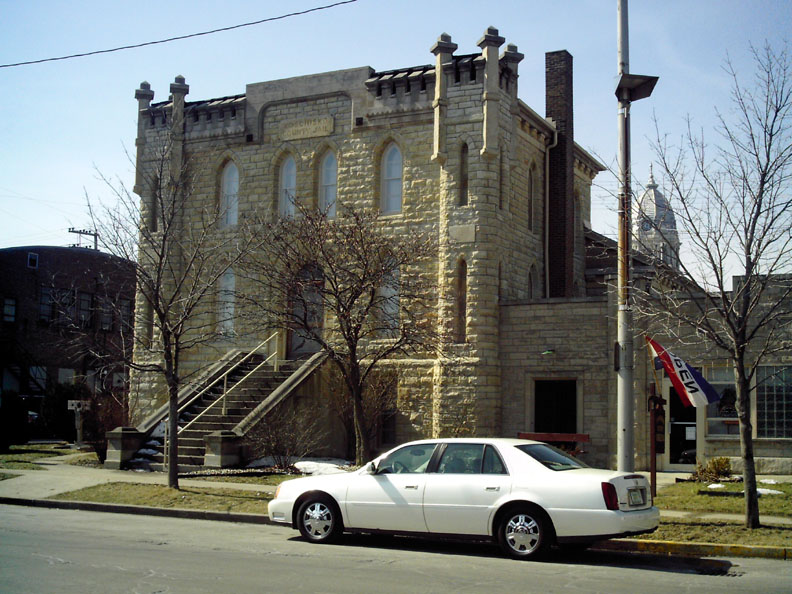
Ehemaliges Bezirksgefängnis, gelistet im NRHP

Nach der Volkszählung im Jahr 2000 lebten im Kosciusko County 74.057 Menschen in 27.283 Haushalten und 19.998 Familien. Die Bevölkerungsdichte betrug 53 Einwohner pro Quadratkilometer. Ethnisch betrachtet setzte sich die Bevölkerung zusammen aus 94,58 Prozent Weißen, 0,60 Prozent Afroamerikanern, 0,25 Prozent amerikanischen Ureinwohnern, 0,55 Prozent Asiaten, 0,01 Prozent Bewohnern aus dem pazifischen Inselraum und 2,94 Prozent aus anderen ethnischen Gruppen; 1,06 Prozent stammten von zwei oder mehr Ethnien ab. 5,03 Prozent der Bevölkerung waren spanischer oder lateinamerikanischer Abstammung.
Von den 27.283 Haushalten hatten 35,6 Prozent Kinder unter 18 Jahre, die mit ihnen im Haushalt lebten. 60,9 Prozent waren verheiratete, zusammenlebende Paare, 8,3 Prozent waren allein erziehende Mütter und 26,7 Prozent waren keine Familien. 21,9 Prozent waren Singlehaushalte und in 8,0 Prozent lebten Menschen mit 65 Jahren oder darüber. Die Durchschnittshaushaltsgröße betrug 2,66 und die durchschnittliche Familiengröße lag bei 3,11 Personen.
27,8 Prozent der Bevölkerung waren unter 18 Jahre alt, 8,7 Prozent zwischen 18 und 24, 29,0 Prozent zwischen 25 und 44 Jahre. 22,6 Prozent zwischen 45 und 64 und 12,0 Prozent waren 65 Jahre alt oder älter. Das Durchschnittsalter betrug 35 Jahre. Auf 100 weibliche Personen kamen 99,7 männliche Personen. Auf 100 Frauen im Alter von 18 Jahren und darüber kamen 97,3 Männer.
Das jährliche Durchschnittseinkommen eines Haushalts betrug 43.939 USD, das Durchschnittseinkommen der Familien 49.532 USD. Männer hatten ein Durchschnittseinkommen von 36.209 USD, Frauen 23.516 USD. Das Prokopfeinkommen betrug 19.806 USD. 4,4 Prozent der Familien und 6,4 Prozent der Bevölkerung lebten unterhalb der Armutsgrenze.

## Orte im County
- Arrowhead Park
- Atwood
- Barbee
- Bayfield
- Beaver Dam
- Bell Rohr Park
- Between-The-Lakes Park
- Black Point
- Burket
- Buttermilk Point
- Cedar Point
- Claypool
- Clunette
- DeFries Landing
- Eagle Point
- Enchanted Hills
- Epworth Forest
- Etna Green
- Forest Glen
- Gravelton
- Hastings
- Highbanks
- Highlands Park
- Island Park
- Kalorama Park
- Kanata Manayunk
- Kinsey
- Lakeside Park
- Lakeview Spring
- Leesburg
- Marineland Gardens
- Mentone
- Milford
- Milford Junction
- Mineral Springs
- Monoquet
- Musquabuck Park
- North Webster
- Oakwood Park
- Osborn Landing
- Oswego
- Palestine
- Pickwick Park
- Pierceton
- Quaker Haven Park
- Sevastopol
- Shady Banks
- Sidney
- Silver Lake
- Silver Point
- South Park
- Stoneburner Landing
- Stony Ridge
- Sunrise Beach
- Syracuse
- Vawter Park
- Walker Park
- Warsaw
- Wawasee Village
- Wa-Will-Away Park
- Winona Lake
- Wooster
- Yellowbanks

Townships
- Clay Township
- Etna Township
- Franklin Township
- Harrison Township
- Jackson Township
- Jefferson Township
- Lake Township
- Monroe Township
- Plain Township
- Prairie Township
- Scott Township
- Seward Township
- Tippecanoe Township
- Turkey Creek Township
- Van Buren Township
- Washington Township
- Wayne Township